# 新國立劇場

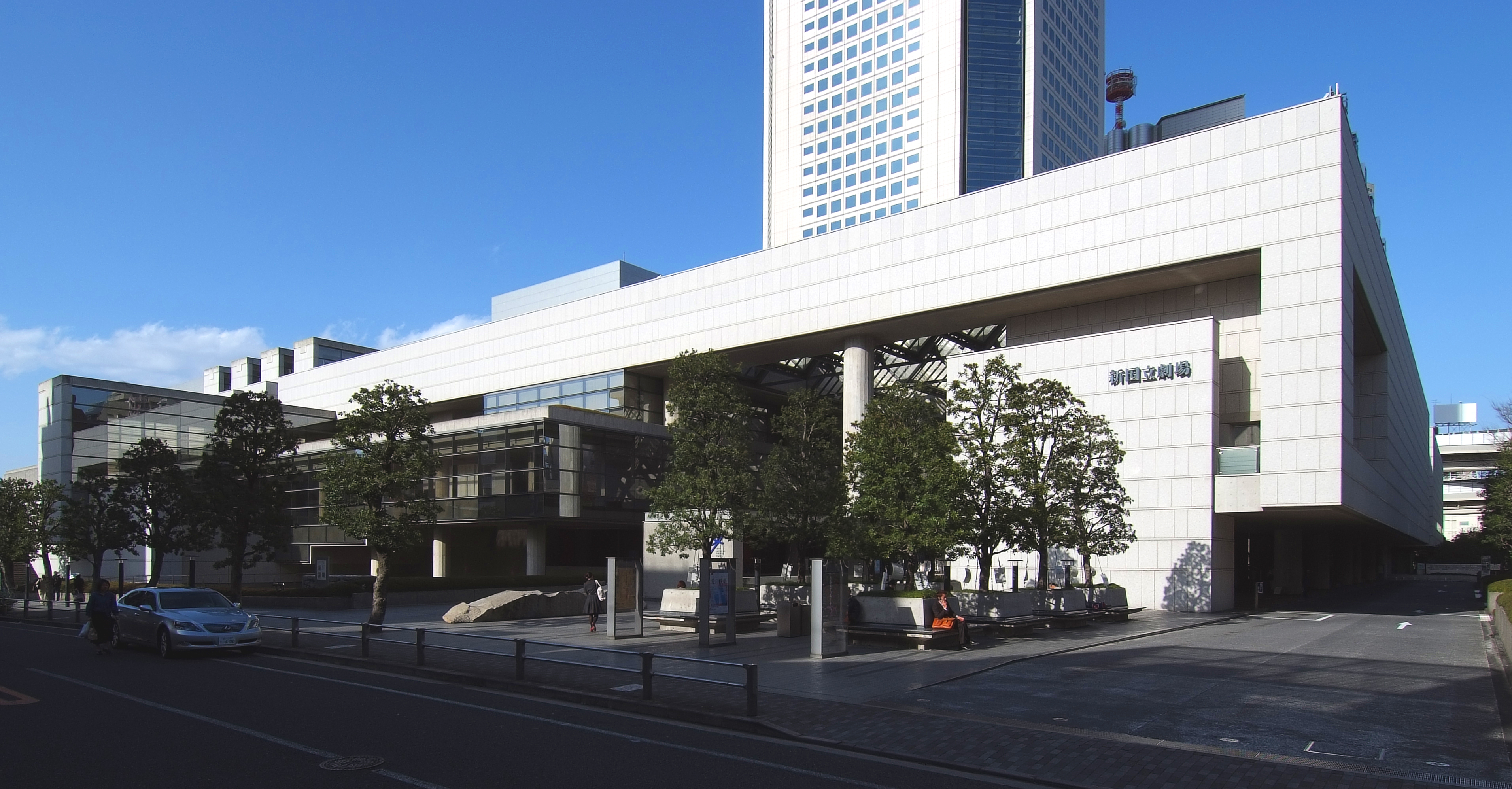
新國立劇場

新國立劇場（日语：／ shin kokuritsu gekijō */?）是位於日本東京都澀谷區本町的劇院，由半官方機構「日本藝術文化振興會」設置。

## 历史
1997年10月10日開幕，是東京市區表演歌劇、芭蕾、當代舞蹈及話劇的重要場地。與位於新宿區西新宿的東京歌劇城大廈相鄰。1997年11月，為了加強藝術教育設立了舞台佈置及設計中心。

## 設施
- 歌劇劇場：1,814座位
- 中劇場：1,038座位/1,010座位
- 小劇場：340-468座位

## 外部連結
- 新國立劇場官方網站 （页面存档备份，存于） （日語）（英文）

35°40′55.82″N 139°41′9.06″E / 35.6821722°N 139.6858500°E